# Political Film Society Award
Die Political Film Society Awards werden seit 1987 jährlich von der Political Film Society in vier Kategorien an Filme vergeben, die Themen wie Demokratie, Frieden, Menschen- und Bürgerrechte thematisieren. Der Spezialpreis wird unregelmäßig vergeben, bisher in den Jahren 1987 bis 1997 und 2001.
Seit 1998 werden die Preise auch Stanley Awards genannt, da in diesem Jahr Stanley M. Castillo, ein Direktor der Political Film Society, an Krebs starb. Im Gedenken an den 41-jährigen Regisseur trägt der Preis heute diesen Spitznamen.
| Kategorie                                       | Originalbezeichnung                           | Verliehen seit |
| ----------------------------------------------- | --------------------------------------------- | -------------- |
| Political Film Society Award für Menschenrechte | Political Film Society Award for Human Rights | 1987           |
| Political Film Society Award für Frieden        | Political Film Society Award for Peace        | 1987           |
| Political Film Society Award – Spezialpreis     | Political Film Society Award – Special Award  | 1987           |
| Political Film Society Award für Exposé         | Political Film Society Award for Exposé       | 1988           |
| Political Film Society Award für Demokratie     | Political Film Society Award for Democracy    | 1988           |

Nur drei Filme schafften es, in allen vier Hauptkategorien nominiert zu werden:
- 1995: Rangoon
- 1999: Three Kings – Es ist schön König zu sein
- 2001: Lumumba

Folgende Filme wurden in drei Kategorien nominiert:
- 1991: JFK – Tatort Dallas (Demokratie, Exposé und Frieden)
- 1991: Boyz N’ the Hood – Jungs im Viertel (Exposé, Menschenrechte und Frieden)
- 1993: In the Name of the Father (Exposé, Menschenrechte und Frieden)
- 1995: Picture Bride (Menschenrechte, Frieden und Spezialpreis)
- 1996: Sieben Jahre in Tibet (Exposé, Menschenrechte und Frieden)
- 1999: Naturally Native (Demokratie, Exposé und Menschenrechte)
- 1999: One Man’s Hero (Exposé, Menschenrechte und Frieden)
- 2000: Hurricane (Demokratie, Exposé und Menschenrechte)
- 2000: It All Starts Today (Demokratie, Exposé und Menschenrechte)
- 2001: Atlantis – Das Geheimnis der verlorenen Stadt (Demokratie, Menschenrechte und Frieden)
- 2001: Bread and Roses (Demokratie, Exposé und Menschenrechte)
- 2001: Journey to the Sun (Exposé, Menschenrechte und Frieden)
- 2002: Das Experiment (Demokratie, Menschenrechte und Frieden)
- 2002: John Q (Demokratie, Exposé und Menschenrechte)
- 2002: To End All Wars – Die wahre Hölle (Exposé, Menschenrechte und Frieden)
- 2004: Hotel Ruanda (Demokratie, Menschenrechte und Frieden)
- 2006: Sophie Scholl – Die letzten Tage (Demokratie, Exposé und Menschenrechte)
- 2006: Cautiva (Demokratie, Exposé und Menschenrechte)